# 丸茂圭衣
丸茂圭衣（日语：まるも けい，1992年3月6日—），日本女子花樣游泳运动员。大阪府出生，畢業於関西外国語大学，現隸屬於三菱電機株式会社。

## 簡歷
2014年，丸茂圭衣參加廣州亞運會花樣游泳比賽，與隊友合作赢得團體賽和自由組合兩面銀牌。